# Буттштедт
Буттштедт (нем. Buttstädt) — община в Германии, в земле Тюрингия. Входит в состав района Зёммерда. Подчиняется управлению Буттштедт. Население составляет 2511 человек (на 31 декабря 2010 года). Занимает площадь 18,31 км². Ранее имела статус города, с 2019 года потеряла городские права.

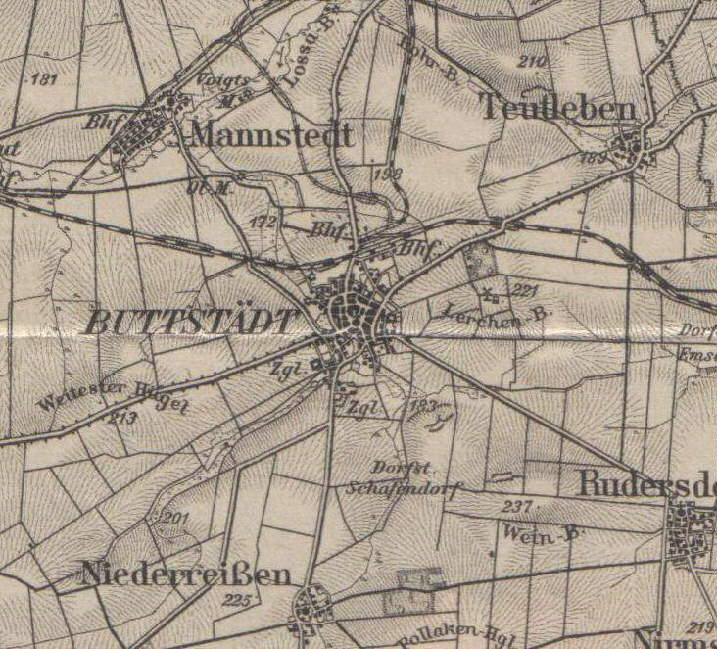
Буттштедт